# Quintus Minucius Rufus
Pour les articles homonymes, voir Minucius Rufus.
Quintus Minucius Rufus est un homme politique romain, général de la République romaine, actif de 201 à 183 av. J.-C., triomphateur des Boïens.

## Biographie
Il appartient à la famille plébienne des Minucii.
- En 201 av. J.-C. il est  édile ;  en 200 av. J.-C. préteur de la province de Bruttium (actuelle Calabre).
- En 197 av. J.-C. il est consul ; il défait les Boïens mais le Sénat romain ne lui garantit pas le triomphe qu'il célèbre autoritairement sur le mont Albano.
- En 189 av. J.-C. il est envoyé en Asie à la suite des victoires d'Antiochos III ; son nom fait partie de la liste des sénateurs présents à l'approbation du Senatus Consultum de Bacchanalibus (186 av. J.-C.).
- En 183 av. J.-C. il fait partie des ambassadeurs envoyés en Gaule.